# Olivetti TC 800
L'Olivetti TC 800 fu un terminale intelligente sviluppato negli anni '70 e distribuito nel 1974 dalla Olivetti sotto la guida di Pier Giorgio Perotto e Marisa Bellisario.
L'Olivetti aveva già progettato terminali periferici "stupidi", ossia senza alcuna capacità di elaborazione locale, ma decise di crearne uno intelligente, ossia capace di elaborazione locale da integrare a quella del mainframe. Il TC 800, inoltre, era modulare, per cui era possibile per ogni azienda personalizzarlo e personalizzare la relativa rete a seconda delle necessità.
Utilizzava il sistema operativo Cosmos, sviluppato da Olivetti appositamente per questo terminale.

## Fonti
- TC 800: un sistema innovativo per l'automazione di agenzia